# Mary Grierson
Mary Anderson Grierson, née le 27 septembre 1912 à Bangor et morte le 30 janvier 2012 à Kingston upon Thames, est une illustratrice botanique britannique.

## Biographie
Mary Grierson naît à Bangor, dans le comté de Caernarfonshire, au pays de Galles. Elle était la plus jeune des trois enfants de George Rae Grierson, blanchisseur, et d'Anna Shortridge. Ses parents sont écossais, originaires de Dumfries. Sa mère est artiste peintre à l'huile et l'encourage à peindre. Elle fait ses études à l'école de filles du comté de Bangor. Elle est diplômée de la Royal Drawing Society de Londres en 1930. 
Elle continue ses études à l'institut polytechnique de Battersea et trouve un emploi de pâtissière à Llandudno. Après le décès de son père, elle s'installe avec sa mère dans la ville natale de celle-ci, à Dumfries, où elle tient un restaurant. Durant la Seconde Guerre mondiale. Grierson sert dans les forces aériennes féminines auxiliaires comme agent dans une unité de reconnaissance photographique à Medmenham dans le Buckinghamshire,. Elle est notamment chargée d'examiner les photographies aériennes prises après les raids aériens britanniques en Allemagne afin d'évaluer les dommages causés. 
Après sa démobilisation, Grierson rejoint le service des relations publiques de De Havilland où elle est chargée des photographies puis, en 1947, elle rejoint Hunting Aerosurveys, une entreprise qui produit des cartes à partir de photographies aériennes. Grierson postule ensuite pour le poste de responsable des expositions aux jardins botaniques royaux de Kew en 1960, mais Edgar Milne-Redhead, alors directeur adjoint de l'herbier, préfère la recruter pour un poste dans cette institution,. 
En 1966, elle remporte une médaille d'or de la Royal Horticultural Society et est invitée à contribuer à la conception de deux timbres postaux l'année suivante : une primevère et une violette,. Elle illustre un livre paru en 1967: Mountain Flowers de Anthony Julian Huxley. Une deuxième médaille d'or lui est décernée en 1969. Après sa retraite prise en 1972, elle réalise une série de peintures de plantes en voie de disparition pour les archives du Fonds mondial pour la nature et une série de dessins de tulipes pour les pépinières Van Tubergen à Haarlem, achetées par la suite par Kew Gardens. En 1973, elle crée un catalogue de plantes dans le jardin botanique tropical national (National Tropical Botanical Garden) de Hawaï. 
Les peintures de Grierson sont exposées la même année aux expositions internationales d'art botanique de Johannesbourg et du Cap.  En 1975, ses peintures sont exposées à l'Institut Hunt à Pittsburgh et elle illustre le livre Trees and Shrubs of the British Isles de William Bean. Mary Grierson expose chez Spink & Son en 1978. Elle donne un cours à Kew de 1966 à 1983 et reçoit la médaille commémorative Veitch en 1984. Son travail a ensuite été exposé au jardin botanique tropical national d'Hawaï, en 1984 et elle reçoit un master honorifique de l'université de Reading. Mary Grierson illustre Hellebores de Brian Mathew en 1989 et obtient une médaille d'argent à la Foire du livre de Leipzig de 1990. 
Elle fait une exposition à Kew Gardens en 1993 et sa dernière exposition chez Spink & Son en 1994. Son travail à Hawaï paraît dans le livre de Peter Shaw Green, A Hawaiian florilegium: botanical portraits from paradise, en 1996 et lui vaut la médaille Victoria de l'honneur en 1997. 
Elle vit ses dernières années dans une maison de santé à Twickenham et souffre d'une déficience visuelle causée par une dégénérescence maculaire.  Elle meurt des suites d'un accident vasculaire cérébral à l'hôpital de Kingston upon Thames, le 30 janvier 2012. Ses cendres sont dispersées dans le jardin botanique de Kew.